# Miguel Rojas Jiménez
Miguel Rojas Jiménez, académico, escritor, historiador, artista, promotor cultural y humanista costarricense, nació en 11 de diciembre de 1952. Creció entre la casa de su abuela materna en el Cacao, Alajuela, y la casa de sus padres en Calle Blancos, Goicoechea.
Desde muy niño recorrió todo lo que pudo de su Costa Rica natal, adentrándose en sus paisajes y las costumbres de sus distintos asentamientos humanos, caseríos que fueron el alma de una poesía cultural de nación cada vez más desdibujada en el tiempo.
Ese transcurrir entre el campo y la ciudad, la vida cotidiana de su familia humilde, peones de cafetal, carpinteros y personas comunitarias, de trabajo, de vivir en la escasez pero con grandes y fuertes valores morales y espirituales, lo marcaron para siempre como persona —mirar adelante y mirar atrás, la existencia como una pregunta cuya respuesta se obtiene con los hallazgos, para encabezar nuevas preguntas y derroteros humanos.
Fue criado en la religión católica, con el Papa a la cabeza de la iglesia. Hizo su primera comunión a los siete años de edad, en la hermosísima Iglesia La Agonía, en Alajuela, sin perder nunca el rumbo de que hay que ganarse el pan de todos los días con el sudor de su frente. 
A temprana edad tuvo un incidente de salud muy delicado que lo llevó al borde de la muerte. Se recuperó, pero le quedó una profunda huella de lejanía, donde lo espiritual debía considerarse más importante que lo estrictamente material.
Creció con un carácter tímido, muy observador y analítico, callado, muy sensible con las cosas de la naturaleza, pero luchador. Nunca dio señales de una vocación definida.

## Dramaturgo
Su obra se asocia como constructor de nuevos espacios para la creación artística, así como con la originalidad del tratamiento de los asuntos dramáticos y la variedad de géneros que maneja.
Con el libro "Los nublados del día" (1985) incursiona en la civilidad costarricense desde su nacimiento como nación, al declarar su independencia absoluta de España el 29 de octubre de 1821. En su reafirmación republicana, constitucional y democrática se produce la primera guerra civil en 1823, convirtiéndose la historia a partir de Rojas en fuente permanente para la creación dramática.
Desde sus mitos, leyendas y relatos orales toma la esencia de lo que debieran ser las relaciones entre hombres y mujeres en igualdad real de derechos y obligaciones, con lo que su obra "El anillo del pavo real" (1988), se vuelve icónica.
El Teatro Vargas Calvo, perteneciente al Teatro Nacional de Costa Rica, reinauguró su sala en el año 2005 con la puesta en escena de la obra: "El saxofón" de Rojas, donde anticipa los efectos de la codicia y desplome de la economía mundial ocurridos en el 2008.
En su obra "Carnaval de manso rebaño salvaje" (2006), critica duramente a toda la sociedad costarricense por la superficialidad de valores que practica y la corrupción de todas sus capas sociales, siendo los políticos los que dan el peor ejemplo.
Como creador, testigo y actor social de su tiempo incursiona en el género de drama-teatro de ciencia ficción, al estrenar "Destino las estrellas" (2008), con el Teatro Girasol (EEG-UCR), donde nos da una visión de humanidad, que a pesar de vivir en el espacio exterior, vuelve a reencontrarse con sus raíces humanas más sentidas en el hogar que dejó en el planeta Tierra. Esta obra forma parte de su trilogía "El Tazón Azul de las Esferas".
Rojas también ha escrito teatro infantil, con su eptalogía "Fantasía tropical" (ECR-1995), y su trilogía "La lámpara encendida" (ECR-2009).
A pesar de su amplia producción dramática, de la variedad de temas que toca y de su reflexión y propuesta para una sociedad más participativa, justa y solidaria, el drama-teatro de Rojas espera para ser dimensionado como corresponde a un creador que se proyecta delante de su época.

## Historiador
Estudioso de las conductas humanas, los sistemas de pensamiento y las culturas, muy pragmático en el conocimiento de los grupos humanos, sentimientos y valores históricos que las mueven.
Su formación profesional y los temas que indaga, unido a las herramientas científicas y artísticas que utiliza, le han permitido adentrarse en la historia que subyace frente a la historia oficial. Trata de comprender lo que subyace detrás de los hechos y las circunstancias que les dieron origen, así como a los registros que no están escritos pero que conforman el complemento de atención objetiva —subjetiva de la tarea del estudioso en el campo de la historia.
No cree en los historiadores que se hacen llamar profesionales, aunque tengan títulos académicos que los respalden, pues su consideración se refiere al investigador en el campo de la historia desde muchos ángulos de formación, con lo cual adquiere y somete al rigor del análisis con visión más completa y objetiva a la hora de adentrarse en un tema particular.
En ese sentido, desconfía de los historiadores que siguen la línea de la historia oficial, inmutable, sin la crítica debida que colabore a entender mejor el pasado, el presente y el futuro de una persona, comunidad o nación, dentro de la época en estudio, de tal manera que no considera que haya procesos históricos perpetuos, ni repetición cíclica de acontecimientos, sino ciclos de vida social y política que culminan en acontecimientos significativos, los cuales permiten crear efemérides para concertar la memoria de la humanidad como un sistema de evolución natural y social de la raza humana.
Es un estudioso del proceso y culminación de la Independencia de Costa Rica, decretada, firmada y jurada a partir de su Acta Nacional de Independencia el 29 de octubre de 1821, proceso al interior de Costa Rica que le dio su acta de nacimiento al mundo como país libre y soberano.

## Académico
Es profesor catedrático en la Escuela de Estudios Generales (Humanidades) de la Universidad de Costa Rica. Desde 1979 desarrolla una destacada labor en el campo de la docencia, la investigación y la acción social, cuya guía inconfundible es el esencial “Lucem Aspicio” de dicha institución, que inspira y promueve la búsqueda incesante de la verdad, aunque es más bien conocido por impartir una materia la cual solo él cree que es importante.
A través de los procesos de enseñanza-aprendizaje, es dinámico y proactivo, impulsa permanentemente la lectura en impresos de papel, el libro físico, así como en las nuevas formas de la virtualidad, pero hace un énfasis marcado en la formación de la autonomía del lector-visualizador.
Considera que la educación moderna y la cultura contemporánea tienen que servir para trascender hacia mejores personas, profesionales y ciudadanos comprometidos con valores de servicio a los demás, con absoluta libertad de expresión.
Además del programa de curso, es entusiasta en que la vida y el mundo son el aula mayor de clase, una aventura constante hacia el aprendizaje y el compartir. Un profesional de la educación y las actividades culturales que genera, tiene que salir a buscar a los otros, acercarse a las otras realidades humanas y sentir su latido social, su participación política, sus más profundos sentimientos, dolores y alegrías.

## Escritor

### Ensayo
Sus escritos de opinión son mayormente periodísticos, donde reflexiona acerca de la función social de la cultura, el arte en general y las artes escénicas en particular, revisando el pasado, el presente y una proyección de lo que podrían ser en el futuro. También mantiene una línea temática de amplio espectro crítico respecto a los políticos, la corrupción y el flagelo terrorista del narcotráfico.

### Poesía
Su libro único de poesía se titula “Desnudos”, donde explora la unidad de vida y contradicciones de los seres humanos desde una cosmogonía espiritual, emocional y material.
Su pregunta básica es: ¿para quién se escribe? En sus variados escritos se refleja el compromiso sociopolítico y la ética de su obra por construir un mundo mejor para todas las personas.
Ha señalado que quien utiliza cualquiera de las múltiples escrituras, como la palabra, imagen, metáfora, virtualidad, adquiere una responsabilidad consigo mismo y con los demás, pues forma parte de la sociedad de su tiempo y colabora en diseñar una época.

## Artista
Actor, escritor y crítico del fenómeno teatral donde señala la transparencia que debe tener el artista y la responsabilidad social y cultural que asume con el ejercicio de su oficio profesional, lejos de la fama y la fortuna tan ansiadas en un trabajo y servicio a la sociedad, muy duro, pero que algunos hombres y mujeres lo toman con fines de lucro a través de repertorios superficiales y bobalicones.
Señala que todo lo humano se da en el arte a partir de la metáfora y la introspección que permite reflexionar sobre la condición humana y su tránsito por la vida, la huella que deja o el sentido que se le da a la existencia.
Se retiró del escenario por razones de salud en el año 2008, aunque luego cumplió compromisos adquiridos de antemano. En 2011 el Ministerio de Cultura de Costa Rica le reconoció su contribución a la labor de la Compañía Nacional de Teatro en su 40 Aniversario: 1971-2011, con lo que lo declaró Actor Emérito de esa institución.

## Promotor cultural
Es un gran divulgador de las diferentes expresiones humanas, artísticas y culturales de Costa Rica. Considera que el mundo actual es enajenante, excesivamente materialista, desinteresado en preservar las manifestaciones regionales internas del país, por lo que se requiere de una divulgación sociocultural directa cada vez que se pueda mostrar y enseñar la riqueza cultural de pensamiento espiritual que proporcionan los grupos aborígenes costarricenses y toda la identidad que genera el pasado, el presente y el futuro, tanto de su país como del mundo para establecer puentes de comunicación entre personas y culturas.

## Humanista
Mira el pasado y el presente al considerar la vida y supervivencia de los seres humanos como una sola raza. Plantea la posibilidad de un futuro, tanto nacional como planetario y extra planetario, siempre resguardando las ideas progresistas y modernas, todo en el contexto de un mundo que como todo universo, es cambiante. En su ideario, la persona y su libertad de pensamiento y expresión es fundamental, así como la ciencia y la tecnología. No acepta ningún sistema religioso como verdad absoluta. Y menos a los clérigos y seguidores que promueven el adoctrinamiento único, como si fuera la verdad de un Dios invisible y terrorista, donde se justifica el asesinato.

## Otras actividades
Fue cofundador en 1983, con su esposa Mary Peck de Rojas, de la Pequeña Academia de Canto, cuya labor por más de una década sentó cátedra en la enseñanza del canto, la interpretación y el arte coral, para aficionados y profesionales del canto clásico y popular, donde realizó labores de producción, dirección artística y promoción.
Desde el año 2013 es el gestor y director general y Patrimonial del Museo 29 de octubre de 1821 (Fecha de la Independencia de Costa Rica), proyecto en su etapa fundacional.